# Снаха (ТВ филм)
„Снаха” је југословенски ТВ филм из 1969. године. Режирао га је Предраг Бајчетић а сценарио је написан по делу Дејвида Херберта Лоренса.

## Улоге
| Глумац            | Улога           |
| ----------------- | --------------- |
| Љиљана Крстић     | Госпођа Гаскојн |
| Драган Николић    | Џо              |
| Татјана Лукјанова | Госпођа Пурди   |
| Неда Спасојевић   | Мини            |
| Петар Банићевић   | Лутер           |